# برانزویک
برانزویک (انگلیسی: Brunswick) شرکت خوشه‌ای آمریکایی است، که در سال ۱۸۴۵ تأسیس شد.